# Février 1878

## Événements
- Le Parlement ottoman est prorogé et la constitution suspendue par Abdül-Hamid II qui rétablit un régime autocratique jusqu’en 1909.

- 8 février : le général José María Medina, au pouvoir au Honduras de 1864 à 1872, accusé de complot, est fusillé.

- 10 février : Paix du Zanjón entre l'Espagne et les rebelles cubains. L'Espagne accorde une certaine autonomie à Cuba, mais ni l'indépendance ni l'abolition de l'esclavage.

- 13 février : traité d’amitié entre les Samoa et les États-Unis qui obtiennent la cession du port de Pago Pago. Enjeu de la rivalité qui oppose Britanniques, Allemands et Américains, les Samoa sont gouvernées par une monarchie incapable de surmonter le chaos créé par la rivalité des impérialismes.

- 20 février : début du pontificat de Léon XIII (fin en 1903).
  - Le pape condamne le socialisme. Il demande à Bismarck d’ouvrir les négociations pour mettre un terme à la politique du Kulturkampf engagée en mars 1872.
  - Bismarck profite de l’élection du pape Léon XIII pour faire la paix avec les catholiques. La plupart des mesures anticléricales sont suspendues dès 1880.

## Naissances
- 5 février : André Citroën, fondateur de la marque Citroën.
- 6 février : Gustave Burger (1878-1927), homme politique décédé à Colmar.
- 11 février : Kasimir Malevitch, peintre et écrivain russe.
- 15 février : Henri Marret, peintre français († 25 juillet 1964).
- 16 février : Paul Delaunay, médecin, botaniste et historien français.
- 18 février : Fernando Magalhães, médecin-obstétricien brésilien, créateur de l'école brésilienne d'obstétrique († 10 janvier 1944).
- 23 février : Kasimir Malevitch, peintre, dessinateur, sculpteur et théoricien russe († 15 mai 1935).
- 24 février : Abd al-Aziz Ibn al-Hasan, Sultan du Maroc (ou 1881).
- 28 février : Arthur Roebuck, politicien

## Décès
- 7 février : Pie IX, pape, né Giovanni Maria Mastai-Ferretti (° 13 mai 1792).
- 10 février : 
  - Édouard Perris, entomologiste français (° juin 1808).
  - Claude Bernard, médecin et physiologiste français.
- 19 février : Charles-François Daubigny, peintre (° 1817).
- 26 février : Alexandre Antigna, peintre français (° 7 mars 1817).